# Povel Ramel
Povel Karl Henric Ramel (1. juni 1922 – 5. juni 2007) var en svensk humorist, sanger og sangskriver, der var kendt gennem mere end 60 år som leverandør af humor til svensk revy på både scene og i radio og tv.

## Biografi
Povel Ramel blev født i Stockholm, og allerede som barn viste han talent for at optræde i familiens skød. Hans forældre omkom ved en trafikulykke i 1937, og hans faster overtog ansvaret for Ramel. Han gik i gang med en uddannelse, men var mere interesseret i at tegne og spille. Han var musikalsk set præget af den populære del af jazzen med kunstnere som Bing Crosby, Fats Waller og Spike Jones.
Fra begyndelsen af 1940'erne begyndte han for alvor at spille og skrive musik. I 1942 indspillede Alice Babs hans Vårt eget Blue Hawaii, og senere blev hans Johanssons boogie-woogie-vals et stort hit. I 1945 kom han til Radiotjänst (Sveriges Radio), og hans programmer blev snart populære.
I samme periode indspillede han en række plader med absurd-humoristiske tekster som Köp inte en zebra, Far, jag kan inte få upp min kokosnöt. I 1952 dannede han sammen med Felix Alvo underholdningsfirmaet AB Knäppupp. Dette firma kom til at stå bag mange underholdningstiltag i Sverige med især revyer. Ramel var her både skuespiller, tekstforfatter og komponist. Blandt de kunstnere, der medvirkede i revyer og lignende, kan nævnes Monica Zetterlund og Wenche Myhre.
I Danmark har han spillet en særlig rolle som medskaber af den absurde vise "Karl Nielsen", fremført og indspillet af Dirch Passer i 1963.
I 1968 blev Knäppupp opløst, og Povel Ramel fortsatte nu i en række forskellige sammenhænge. Han blev en flittig gæst på tv, og han han fortsatte med at skabe nye shows og sange helt frem til kort før sin død.

## Betydning
Povel Ramel kom i sine over tres år i svensk underholdning til at blive en uhyre populær skikkelse. Med sine finurlige tekster og iørefaldende melodier opnåede han både popularitet i den brede befolkning og hos sine musiker- og skuespillerkolleger. Yngre kunstnere som Gösta Ekman og Tage Danielsson fremhævede ham som en betydningsfuld inspiration.
Han modtog i årenes løb utallige hædersbevisninger for sine talrige forestillinger, bøger, plader og film.